# Alarm für Cobra 11: Nitro
Alarm für Cobra 11: Nitro ist ein 2006 von Synetic programmiertes und von RTL Enterprises vertriebenes Rennspiel. Das Spiel erschien im November 2006 für PC und baut auf der gleichnamigen Action-Fernsehserie Alarm für Cobra 11 auf, die seit 1996 von RTL produziert wird. Der Nachfolger Alarm für Cobra 11: Crash Time erschien am 2. November 2007.

## Spielprinzip
Der Spieler übernimmt das Steuer von über 15 verschiedenen Fahrzeugen, vom PKW bis zum LKW, mit denen er verschiedene Aufgaben übernehmen muss. Die Fahrzeuge haben keine Lizenzen (daher frei erfundene Namen), sind aber sehr nah an ihre Vorbilder angelehnt. Erst am Ende des Spiels wird der Spieler mit zwei Lizenzfahrzeugen von Seat überrascht.
Es gibt drei Spielmodi: Karriere-Modus, Einzelrennen und Splitscreen.
Im Karrieremodus sind 27 Aufgaben in jeweils vier Schwierigkeitsstufen (Leicht, Normal, Schwer und Nitro) zu bewältigen. Die einzelnen Schwierigkeitsstufen unterscheiden sich nur durch engere Zeit- und Schadenslimits. Da die Aufgaben nicht sehr abwechslungsreich sind, kann man sie grob in folgende Kategorien unterteilen:
- Fahrzeug verfolgen und stoppen: Ein anderes Fahrzeug muss eingeholt und solange gerammt werden, bis es fahrunfähig stehen bleibt.
- Fahrzeug verfolgen und Ausbremsen: Hier muss das gegnerische Fahrzeug auch eingeholt werden, jedoch darf es nur wenig Schaden nehmen und muss ausgebremst werden.
- Entkommen, beziehungsweise Rennen gewinnen: In beiden Fällen muss der Spieler vor einer Gruppe computergesteuerter Gegner im Ziel angekommen sein.
- Checkpoints abfahren: Checkpoints müssen mit oder ohne vorgegebenen Streckenverlauf innerhalb eines Zeitlimits abgefahren werden.

Der Einzelrennen-Modus beschränkt sich darauf, die bereits im Karriere-Modus freigespielten Strecken gegen ein bis fünf Computergegner mit beliebigen Fahrzeugen zu fahren.
Im Splitscreen-Modus können alle bereits freigespielten Strecken zu zweit am selben Rechner mit beliebigen Fahrzeugen gespielt werden.

## Rezeption
Die Bewertungen für Alarm für Cobra 11: Nitro fielen unterschiedlich aus. Die Webseite 4Players vergab eine Wertung von 54 %, während GameStar das Spiel mit 65 % bewertete. Gameswelt gab eine Wertung von 64 %. PC Games vergab eine etwas höhere Bewertung von 72 %, während PC Powerplay das Spiel mit 70 % bewertete.